# دونالد كاليش
دونالد كاليش (بالإنجليزية: Donald Kalish)‏ هو رياضياتي أمريكي، ولد في 4 ديسمبر 1919 في شيكاغو في الولايات المتحدة، وتوفي في 8 يونيو 2000 في لوس أنجلوس في الولايات المتحدة.